# Rik Larnoe
Henri "Rik" Larnoe (Hoboken, 18 mei 1897 – Zoersel, 22 februari 1978) was een Belgisch voetballer die speelde als aanvaller. Hij voetbalde in Eerste klasse bij Beerschot VAC en speelde 22 interlands met het Belgisch voetbalelftal waarmee hij in 1920 olympisch kampioen werd.

## Loopbaan
Larnoe debuteerde bij de hervatting van de competitie van Eerste klasse in 1919 als aanvaller in het eerste elftal van Beerschot VAC. Hij verwierf er onmiddellijk een basisplaats en werd met de ploeg viermaal landskampioen (1922, 1924, 1925 en 1926). In 1927 zette Larnoe een punt achter zijn spelersloopbaan op het hoogste niveau. In totaal speelde hij 150 wedstrijden in Eerste klasse en scoorde hierin 75 doelpunten.
Tussen 1920 en 1925 speelde Larnoe 22 wedstrijden met het Belgisch voetbalelftal en scoorde hierbij elf doelpunten. Hij nam samen met zijn ploegmaat André Fierens deel aan de Olympische Zomerspelen 1920, speelde er alle drie de wedstrijden en werd met de ploeg olympisch kampioen. Larnoe scoorde het tweede doelpunt in de finalewedstrijd die met 2-0 gewonnen werd. Hij nam eveneens deel aan de Olympische Zomerspelen 1924 in Parijs waar hij één wedstrijd speelde.
Na zijn spelersloopbaan trok Larnoe naar Ronse waar hij een café opende.